# Лиль-сюр-Тарн (кантон)
Лиль-сюр-Тарн (фр. Lisle-sur-Tarn, окс. L'Illa d'Albigés) — упразднённый кантон во Франции, находился в регионе Юг — Пиренеи, департамент Тарн. Входил в состав округа Альби.
Код INSEE кантона — 8118. Всего в кантон Лиль-сюр-Тарн входили 3 коммуны, из них главной коммуной являлась Лиль-сюр-Тарн.
Кантон был упразднён в марте 2015 года.

## Население
Население кантона на 2009 год составляло 5555 человек.
| 1962 | 1968 | 1975 | 1982 | 1990 | 1999 | 2006 | 2009 |
| ---- | ---- | ---- | ---- | ---- | ---- | ---- | ---- |
| 4064 | 4224 | 4155 | 4186 | 4352 | 4551 | 5265 | 5555 |

## Коммуны кантона
| Коммуна       | Население, чел. (2010) | Код INSEE | Почтовый индекс |
| ------------- | ---------------------- | --------- | --------------- |
| Лиль-сюр-Тарн | 4328                   | 81145     | 81310           |
| Паризо        | 917                    | 81202     | 81310           |
| Пероль        | 501                    | 81208     | 81310           |